# テル・ミー・サムシング・グッド
「テル・ミー・サムシング・グッド」（Tell Me Something Good）は、ルーファスが1974年に発表した楽曲。作詞作曲はスティーヴィー・ワンダー。グループにとって最初のヒット作品であり、ビルボード・Hot 100で3位、ソウル・チャートでも3位を記録した。さらにキャッシュボックスでは1位を記録し、ゴールドディスクに輝いた。
1975年3月開催の第17回グラミー賞で「Grammy Award for Best R&B Performance by a Duo or Group with Vocals」を受賞した。

## 背景
ルーファスは1973年7月にファースト・アルバム『Rufus』を発表。同年、セカンドアルバムの制作のため再びカリフォルニア州トーランスのクアンタム・スタジオに入った。レコーディング中、スティーヴィー・ワンダーが予告なしにスタジオに現れ、メンバー全員を驚かせた。ルーファスはファースト・アルバムでワンダーの「メイビー・ユア・ベイビー」（『トーキング・ブック』収録）をカバーしていたが、彼らのバージョンを聴いたワンダーはかねてよりグループを称賛していた。ワンダーはチャカ・カーンのための曲をいくつか用意しており、初めに「Come and Get This Stuff」を聴かせた。カーンは当時20歳そこそこだったが、好感をもって迎えなかった。ワンダーは唖然としつつ「君の星座は何だい」と尋ねた。カーンが魚座だと答えると、「それでは」と言って「テル・ミー・サムシング・グッド」を紹介した。カーンは気に入り、レコ―ディンクが決まった。カーンがはねのけた「Come and Get This Stuff」はシリータ・ライトが1974年に発表したアルバム『スティーヴィー・ワンダー・プレゼンツ・シリータ』で使われることとなった。
カーンが自分のキーに合わせて歌い始めると、ワンダーは突然セッションを止めさせ、自分が曲を書いたときのキーで歌うよう促した。カーンの歌入れはワンテイクで終わり、翌日改めてバンドの演奏がレコーディングされた。そのときはまだメンバーではなかったトニー・メイデンも参加し、トーキング・モジュレーターを使ったギターを演奏した。
1974年5月発売のセカンドアルバム『Rags to Rufus』に収録され、同年6月にシングルカットされた。